# Les Moussières
Les Moussières ist eine Gemeinde im französischen Département Jura in der Region Bourgogne-Franche-Comté.

## Geographie
Les Moussières liegt auf 1144 m und gehört damit zu den höchstgelegenen Gemeinden des Juras, etwa sieben Kilometer südlich der Stadt Saint-Claude (Luftlinie). Das Bauerndorf erstreckt sich im Hochjura, an einem nach Norden abfallenden Hang auf dem Plateau der Hautes-Combes.
Die Fläche des 16,95 km² großen Gemeindegebiets umfasst einen Abschnitt des französischen Juras. Das Gebiet liegt ausschließlich auf der Hochfläche der Hautes-Combes (im Mittel auf 1200 m). Die Landschaft ist gewellt und zeigt Geländestrukturen wie Höhenrücken und Mulden, die gemäß der Streichrichtung des Faltenjuras in diesem Gebiet in Südwest-Nordost-Richtung orientiert sind. Die Muldenlagen weisen keinen oberirdischen Abfluss auf, da das Niederschlagswasser im porösen kalkhaltigen Untergrund versickert. An Stellen, die durch Tonminerale abgedichtet sind, befinden sich Moorflächen. Das einzige oberirdische Fließgewässer ist der Bief des Parres, der sich in einem Erosionstal (nördliche Gemeindegrenze) befindet und das Gebiet zu den Gorges du Flumen bei Saint-Claude entwässert.
Nach Westen reicht der Gemeindeboden über das leicht geneigte Plateau bis an die Oberkante des tief eingeschnittenen Tals des Tacon. Im Osten erstreckt sich das Gemeindeareal über eine Reihe von parallel verlaufenden und allmählich an Höhe zunehmenden Geländerippen bis auf die Höhe von Bellecombe, auf der mit 1308 m die höchste Erhebung von Les Moussières erreicht wird. Die Hochfläche der Hautes-Combes zeigt ein lockeres Gefüge von Weideland und Wald. Das Gemeindegebiet ist Teil des Regionalen Naturparks Haut-Jura (frz.: Parc naturel régional du Haut-Jura).
Zu Les Moussières gehören weit verstreut über das Plateau verschiedene Hofgruppen und Einzelhöfe. Nachbargemeinden von Les Moussières sind Villard-Saint-Sauveur und Septmoncel les Molunes  mit Les Molunes im Norden, Bellecombe im Osten, La Pesse im Süden sowie Coiserette und Coyrière im Westen.

## Geschichte
Das Hochplateau um Les Moussières gehörte zum Besitz des Klosters Saint-Claude. Schon vor dem 10. Jahrhundert wurde das Weideland der Hautes-Combes zur Sömmerung des Viehs genutzt, weswegen die Hochfläche nur im Sommerhalbjahr bewohnt war. Die Hochfläche wurde deshalb Franches Moussières genannt. Der Name leitet sich vom französischen Wort mousse (Moos, Moorgebiet) ab. Eine permanente Siedlung bestehend aus Steinhäusern entwickelte sich erst im späten Mittelalter. Der Ort lag am Weg zwischen den Klöstern von Saint-Claude und Chézery-Forens. Zusammen mit der Franche-Comté gelangte Les Moussières mit dem Frieden von Nimwegen 1678 an Frankreich.

## Sehenswürdigkeiten
Die Dorfkirche von Les Moussières wurde im 18. Jahrhundert erbaut und im 19. Jahrhundert umgestaltet. Die Käserei am Ortseingang stellt die Käsesorten Bleu de Gex, Comté und Morbier her und kann besichtigt werden.

## Bevölkerung
| Jahr                       | 1962 | 1968 | 1975 | 1982 | 1990 | 1999 | 2004 | 2017 |
| Einwohner                  | 249  | 226  | 208  | 209  | 206  | 164  | 187  | 167  |
| Quellen: Cassini und INSEE |      |      |      |      |      |      |      |      |

Mit 159 Einwohnern (Stand 1. Januar 2022) gehört Les Moussières zu den kleinen Gemeinden des Départements Jura. Nachdem die Einwohnerzahl in der ersten Hälfte des 20. Jahrhunderts markant abgenommen hatte (1896 wurden noch 520 Personen gezählt), wurde seit dem Jahr 2000 wieder eine leichte Bevölkerungszunahme verzeichnet.

## Wirtschaft und Infrastruktur
Les Moussières war bis weit ins 20. Jahrhundert hinein ein vorwiegend durch die Landwirtschaft, insbesondere Viehzucht und Milchwirtschaft, sowie durch die Forstwirtschaft geprägtes Dorf. Daneben gibt es heute einige Betriebe des lokalen Kleingewerbes. Viele Erwerbstätige sind auch Wegpendler, die in den größeren Ortschaften der Umgebung ihrer Arbeit nachgehen.
Als Erholungsort in einem beliebten Ausflugsgebiet im Hochjura profitiert Les Moussières heute auch vom Tourismus, insbesondere vom Wintertourismus, wenn auf dem Plateau der Hautes-Combes Skilanglauf betrieben werden kann. An einem Hang der Höhe von Bellecombe ist im Winter ein Skilift in Betrieb.
Die Ortschaft liegt abseits der größeren Durchgangsstraßen an einer Departementsstraße, die von Septmoncel nach Les Bouchoux führt. Weitere Straßenverbindungen bestehen mit Les Molunes und Bellecombe.